# Valea Mare de Criș, Hunedoara

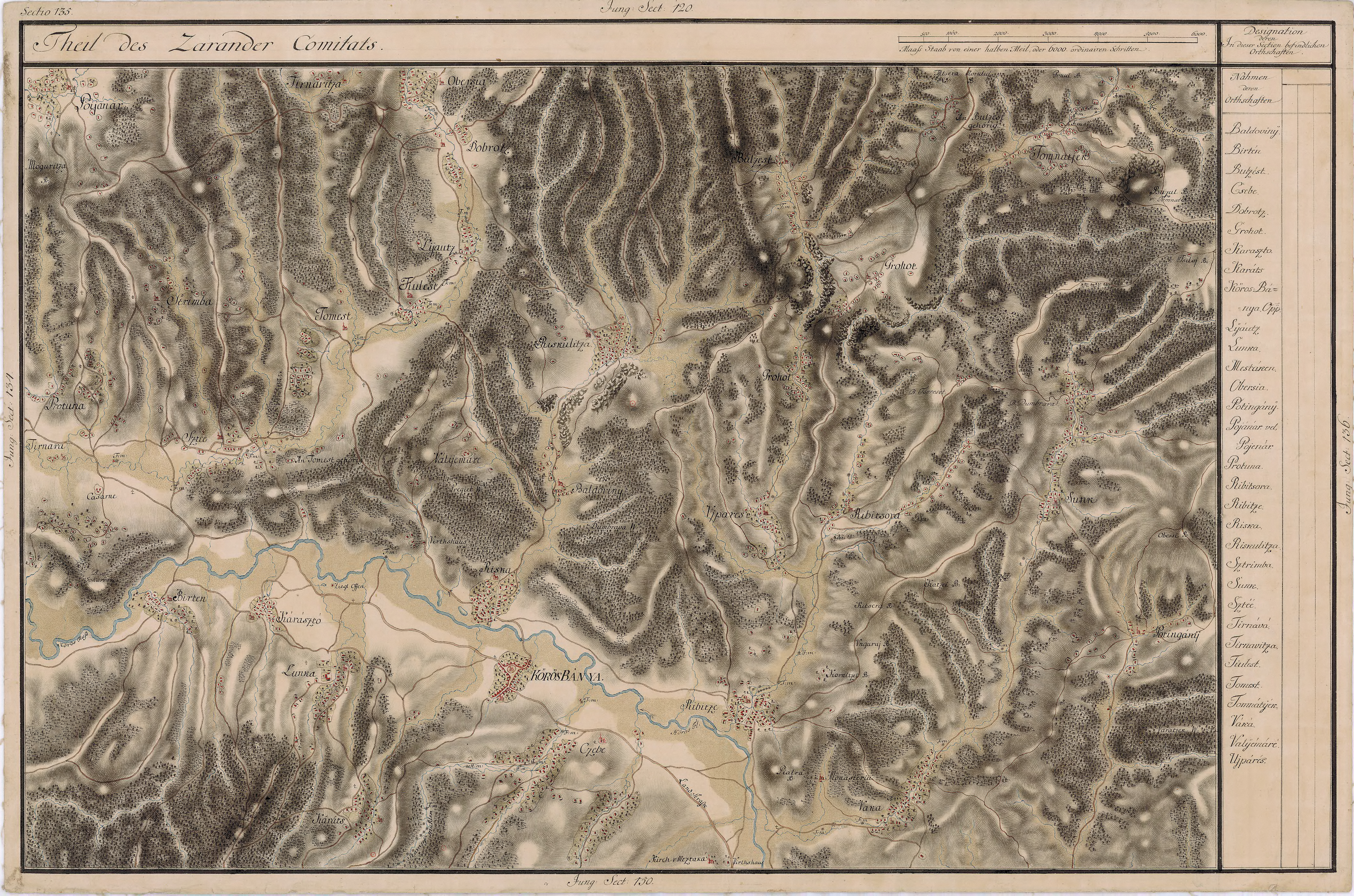
Valea Mare de Criș în Harta Iosefină a Transilvaniei, 1769-73

Valea Mare de Criș este un sat în comuna Tomești din județul Hunedoara, Transilvania, România.

## Istoric
Localitatea este atestatǎ la anul 1439 fiind unul dintre cele 110 sate din Zarand care formau Domeniul Cetǎții Șiria. Prima menționare a numelor locuitorilor satului datează din anul 1525 fiind menționate în urbariul cetǎții Șiria din acel an.  Prin diploma nobiliara emisa de Leopold I, Împărat Romano-german la 1 august 1701,  localitatea care făcea parte din domeniul nobiliar al familiei Gyulai a devenit domeniul al familiei Buftea (Bufnya)
Cel putin unul dintre membri acestei familii este mentionat in documentele legate de Rascoala lui Horea ca fiind alături de Adam Pag din Cristești singurii nobili români care au luat parte la rascoală.

## Vezi și
- Biserica de lemn din Valea Mare de Criș